# Петанк в Україні
Петанк в Україні — вид спорту, який зародився у Франції та почав розвиватися в Україні на початку ХХІ століття.

## Історія
Вперше у цей вид спорту почали грати ще на початку 2000-х у Києві та Ужгороді, одним з тих, хто активно розвивав спорт на Закарпатті, був журналіст Олександр Попович. Згодом сформувалася ГО «Федерація петанку України» (ГО ФПУ), яку зареєстрували в квітні 2007 року.
Президентом ГО ФПУ став Петро Гойс. Цього ж року Україна була вперше представлена на жіночому Чемпіонаті Європи (триплети) в Анкарі. В рамках Чемпіонату відбувся конгрес, на якому Президент Всесвітньої Федерації Петанку (FIPJP [Архівовано 15 січня 2020 у Wayback Machine.]) Клод Азема оголосив про створення нової Федерації в Європі.

### Збірні України у Чемпіонатах Світу та Європи
- 2007 — ЧЄ жінки, Анкара (Туреччина). Україну представляли Інна Гойс, Марія Невмержицька, Юлія Колосовська.
- 2009 — ЧЄ чоловіки, Ніцца (Франція). Україну представляли Дмитро Бугай, Петро Гойс, Юрай Валент.
- 2010 — ЧЄ жінки, Любляна (Словенія). Україну представляли Інна Гойс, Валентина Сліж, Олександра Шевченко, Олена Колодій.

- 2011 — ЧЄ чоловіки, Гетебо́рг (Швеція). Україну представляли Петро Гойс, Михайло Тарканій, Юрай Валент, Людвиг Гойс.
- 2012 — ЧС чоловіки, Марсель (Франція). Україну представляли Петро Гойс, Михайло Тарканій, Юрай Валент, Людвиг Гойс. На цьому ж Чемпіонаті в окремому змаганні з тиру Юрай Валент набив 32 бали, чим поставив рекорд України серед чоловіків.
- 2012 — ЧЄ серед ветеранів (+55) в Данії, Копенгаген. Україну представляли Ігор Заславський, Тібор Вамоші, Ласло Лігеті і тренер Петро Гойс.
- 2013 — ЧЄ чоловіки, Рим (Італія). Україну представляли Кирило Воротинцев, Михайло Тарканій, Ігор Заславський, Петро Гойс.
- 2013 — ЧС триплети жінки, Монтобан (Франція). Україну представляли: Валентина Сліж, Олена Колодій, Олександра Шевченко.
- 2014 — ЧЄ триплети жінки, Мерсін (Туреччина). Україну представляли Олександра Шевченко, Людмила Федоришина, Єлизавета Волкова. Жіноча Збірна України завоювала перші для країни нагороди — бронзу в Кубку Націй.
- 2015 — участь Збірної України в Чемпіонаті світу тет-а-тет (Ніцца, Франція). Всесвітня федерація петанку (FIPJP) вперше організовує Чемпіонат такого формату, який надалі буде традиційним і проводитиметься кожні 2 роки. Україну представляли Олександра Шевченко та Олександр Коваль.
- 2015 — ЧЄ чоловіки, Албена (Болгарія). Україну представляли Олег Косолапов, Дмитро Бугай, Петро Гойс, Сергій Денисенко. Тренер Йоханнес Денекамп.
- 2016 — ЧЄ триплети жінки, Братислава (Словаччина) — 16 місце. Україну представляли Наталія Катющенко, Катерина Молчанова, Олександра Кузьма, Олена Колодій. Тренер Давід Нуро.[1]. Найкращий виступ в історії жіночих Збірних України — вихід після відбіркових ігор в групу А (найсильніших команд Європи) і загальне 16 місце серед 32 країн-учасників. А також новий офіційний рекорд України з тиру серед жінок. Його встановила ужгородська спортсменка Олена Колодій, яка набила 24 очка і ввійшла в десятку кращих шутерів Європи.
- 2016 — ЧЄ тет-а-тети жінки та чоловіки, Халмштад (Швеція). Україну представляли Олена Колодій (12 місце) та Дмитро Бугай, який виборов срібну медаль в Кубку Націй.
- 2016 — ЧЄ серед ветеранів у Монако. Україну представляли Маріо Пресутті, Ігор Заславський, Микола Ступак, Олександр Заломайкін і тренер Петро Гойс.
- 2017 — ЧС дуплети чоловіки, дуплети жінки, тет-а-тети чоловіки та жінки, дуплети мікс. Гент (Бельгія). Україну представляли Дмитро Бугай, Олег Косолапов, Олександра Кузьма, Олена Колодій.
- 2017 — ЧЄ чоловіки, Saint Pierre Les Elbeuf (Франція). Україну представляли Андрій Волошко, Олег Косолапов, Олександр Коваль, Павло Грибачов. Тренер Ксавьє Пелліззарі.[2]
- 2017 — в данському Карлслунде пройшов ветеранський Чемпіонат Європи 2017(55+), участь у якому взяли 25 країн. Збірна України посіла загальне 13 місце. Україну представляли Ігор Заславський, Маріо Пресутті, Олександр Заломайкін, Микола Ступак. Тренер Петро Гойс.[3]
- 2017 — в китайському Кайхуа пройшов жіночий Чемпіонат Світу 2017, участь у якому взяли 43 країни. Україну представляли Анна Зосименко, Олександра Кузьма, Олександра Шевченко та Валентина Сліж. Тренер Давід Нуро.[4]
- 2018 — у іспанському Сівігліано відбувся Чемпіонат Європи у дисципліні чоловічі та жіночі сінгли. Україну представляли Олександра Шевченко та Олег Косолапов з тренером Андрієм Волошко, який встановив рекорд для України, пройшовши у 16-ку найкращих спортсменів з петанку в Європі. До цього часу на чоловічих чемпіонатах ми не мали такого результату.
- 2018 — у французькому Палавасі відбувся Чемпіонат Європи з петанку у дисципліні жіночі триплети та тир. Збірна України у складі Валентини Сліж, Олени Колодій, Анни Зосименко та Мар'яни Семенів із тренером Давідом Нуро увійшла у вісімку найкращих команд Європи, чим поставила рекорд для України та усіх колишніх країн СНД. До цього часу Україна не заходила на Чемпіонатах вище 16-ки. Мар'яна Семенів у тирі набила 11 очок і не пройшла кваліфікацію[5].
- 2019 — у іспанському місті Алмерія пройшов Чемпіонат Світу з петанку у дисциплінах чоловічі та жіночі дуплети, чоловічі та жіночі сінгли та дуплет-мікст. Україну представили Олена Колодій та Валентина Сліж із тренером Давідом Нуро, Дмитро Бугай та Олег Косолапов із тренером Сергієм Денисенко. На цьому Чемпіонаті Валентина Сліж увійшла у 16-ку найсильніших гравчинь світу, тим самим встановила новий рекорд для України. Команда мікстів у складі Олени Колодій та Дмитра Бугая піднялися на три сходинки порівняно з попереднім Чемпіонатом Світу з цієї дисципліни і посіли 20 місце із 51 країни.
- 2019 — Клубний Чемпіонат Європи в Леоні (Франція). Україну представляв харківський клуб «Таббі», який у підсумку посів 5 місце. Поки Україна не проходила у фінальну частину Клубного Чемпіонату. Харківським спортсменам не вистачило однієї перемоги у зустрічі, щоб увійти в четвірку на відбірковому етапі і пройти до фіналів. Але спортсмени втримали планку і повторили місце з минулим Чемпіонатом і виступом київського клубу.
- 2019 – 15-17 вересня Чемпіонат Європи серед ветеранів відбувся в Албені, Болгарія.[6] У змаганнях брали участь Маріо Пресутті (Київ), Ігор Заславський (Ужгород), Олександр Заломайкін (Київ) під керівництвом тренера Петра Гойса (Ужгород).
- 2019 – 19-21 вересня відбувся Чемпіонат Європи з петанку серед чоловіків та Чемпіонат Європи з тиру в Албені, Болгарія.[7] У змаганнях брали участь Андрій Волошко (Харків), Павло Грибачов (Харків), Валентин Лемешевський (Харків), Олег Косолапов (Харків) під керівництвом Сергія Денисенка (Київ).
- 2019 – 19-23 листопада відбувся Чемпіонат Світу з петанку серед жінок у Пном Пейн, Камбоджа.[8] Україну представляли Валентина Сліж (Ужгород), Анна Зосименко (Київ), Мар'яна Семенів (Львів), Олена Колодій (Ужгород) під керівництвом тренера Давіда Нуро.

Спортсмени ГС ФПУ також беруть участь та займають призові місця у безлічі інших міжнародних змаганнях в Польщі, Словаччині, Австрії, Угорщині, Франції, Литві, Нідерландах, Данії і т.д.
10 лютого 2015 року на базі ГО ФПУ зареєстрована Федерація петанку України [Архівовано 9 січня 2016 у Wayback Machine.] (ГС ФПУ), яка складається з: Конференції, Правління, Президента (Олександра Шевченко, почесний президент — Петро Гойс, перший віце-президент — Маріо Пресутті, віцепрезиденти — Іван Паламарчук, Ліза Волкова, Олександр Заломайкін). В 14 областях України створено відокремлені підрозділи ГС ФПУ.
Правонаступництво було визнано на офіційному рівні Всесвітньою федерацією петанку (FIPJP) і підтверджено, що саме ГС ФПУ є єдиною організацією, що представляє в ній Україну, оскільки Міжнародна Федерація допускає представництво кожної країни лише однією федерацією.
Саме тому тільки гравці, відібрані ГС ФПУ уповноважені брати участь у змаганнях, які проводяться під егідою Всесвітньої Федерації петанку — континентальні чемпіонати, Чемпіонати світу, Кубки Світу, а також у міжнародних мультиспортивних змаганнях, в яких представлений петанк: S.E.A. Games, World Games, Asian Beach Games, Mediterranean Games, African Games.
6 липня 2015 року Громадська спілка «Федерація петанку України» підтвердила Всеукраїнський статус.
ГС ФПУ щороку проводить Чемпіонат України, відбіркові ігри на ЧС/ЧЄ та всеукраїнські змагання в Києві, Харкові, Львові, Ужгороді, Черкасах. Вже 10 років поспіль силами Ужгородського петанк-клубу та Почесного президента ГС ФПУ Петра Гойса в Україні проводяться два масштабних Міжнародних турніри «Сакура» та «Каштани», в яких беруть участь понад 100 спортсменів з більш як 10 країн світу(Угорщини, Польщі, Словаччини, Чехії, Франції, Бельгії, Австрії, Нідерландів, Росії, Білорусі, Марокко, США, Індії).
2013 року на запрошення ГС ФПУ відгукнувся президент Всесвітньої федерації петанку (FIPJP) Клод Азема. Він взяв участь в «Сакурі 2013» та привіз із Франції в Ужгород чемпіонів світу Деніса Олмоса та Хрістіана Фазіно. В рамках турніру знамениті спортсмени провели майстер-класи для всіх охочих.
7-9 жовтня 2016 року в Ужгороді пройшов ювілейний X Міжнародний турнір «КАШТАН-2016» на якому було встановлено рекорд по кількості учасників — 150 спортсменів з понад 15 країн. Традиційно велика кількість спортсменів прибула і на ювілейний X Міжнародний турнір «САКУРА-2017», що пройшов в Ужгороді в травні. А на «САКУРУ-2018» вперше очікується делегація спортсменів з Данії, тож географія турніру щороку розширюється.
Також міжнародного статусу набули такі великі турніри, як «Леополіс» у Львові, «Слобода» в Харкові та «Кубок Незалежності» в Києві. Крім того, протягом року проводиться безліч клубних та відкритих турнірів.

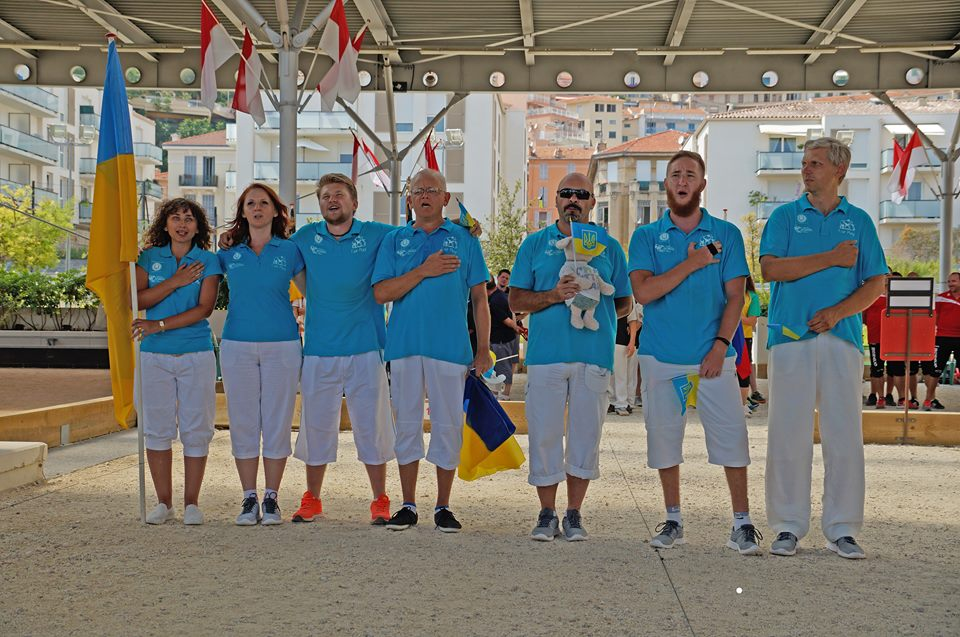
Вперше в історії Україна взяла участь у клубному чемпіонаті, 2016 рік.

У 2016 році Україна вперше подала заявку на участь в європейському турнірі клубів — EuroCUP 2016. За результатами відбіркових ігор Україну представив харківський петанк-клуб «Fair Play». 29-31 липня в Монако пройшли кваліфікаційні ігри. В скарбничку наших досягнень харківський петанк-клуб «Fair Play» приніс перемогу в зустрічі з командою Уельсу (4:1), а також по одній виграній грі проти сильних команд з Бельгії та Словенії.
2016 рік став важливим для ФПУ ще тим, що цього року ввели систему національних тренерів. Французький тренер Ксавьє Пелізаррі почав тренувати чоловічу збірну, а Маріо Пресутті — жіночу, а у 2017 році жіноча збірна почала тренуватися під керівництвом Сергія Денисенко. Тренери самостійно обирали кандидатів до збірної, проводили різноманітні тренінги, а відтак, формували збірну. Після запровадження такої системи показники виступів українських спортсменів на Чемпіонатах значно покращилися.
У липні 2017 року на EuroCUP Україну представив спортивний петанк-клуб «Київ». Клуб показав доволі сильну гру в кваліфікаційних іграх групи В, що пройшли у Франції (Драгіньян). В цій групі змагалися також клуби з Франції, Словаччини, Чехії, Болгарії, Латвії та Шотландії.
На EuroCUP 2018 Україну знову представить спортивний петанк-клуб «Київ», адже саме він переміг в клубному Чемпіонаті України 2017. Крім того, щороку ГС «Федерація петанку України» проводить чемпіонат України з тиру, ЧУ у форматі тет-а-тет (переможець якого відбирається на чемпіонат Європи тет-а-тет) та командне ЧУ — триплети серед чоловічих та жіночих команд.
У січні 2018 року відбулися вибори президента Федерації Петанку України та Першого Віце-президента. Президентом ФПУ стала Олена Колодій, а Віце-президентом — Дмитро Борисов.
Наразі президентом Федерації є Литвин Лілія.